# Ivor Gurney

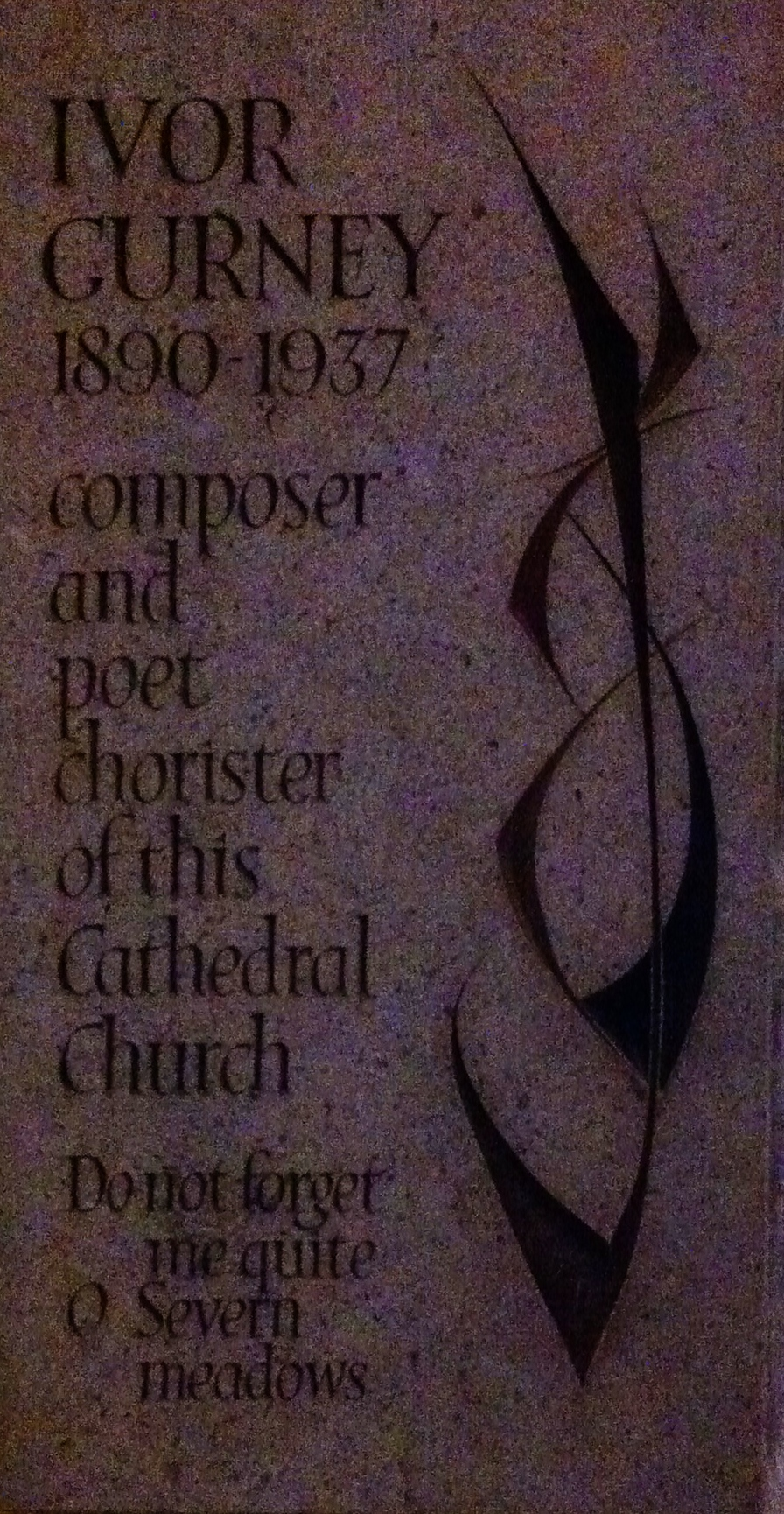
Gedenktafel für Ivor Gurney in der Kathedrale von Gloucester

Ivor Bertie Gurney (* 28. August 1890 in Gloucester; † 26. Dezember 1937 in Dartford, Kent) war ein englischer Komponist und Dichter.

## Leben
Gurney sang im Chor der Gloucester Cathedral mit und schloss dort Freundschaft mit Herbert Howells. Im Alter von 14 Jahren begann er zu komponieren und gewann 1911 ein Stipendium für das Royal College of Music. Dort studierte er bei Charles Villiers Stanford – zugleich auch der Lehrer von Ralph Vaughan Williams, John Ireland und Arthur Bliss, der meinte, dass Gurney unter diesen möglicherweise der herausragendste war. Gurneys Studien wurden durch den Ersten Weltkrieg unterbrochen, in dem er verwundet wurde und eine Gasverletzung erlitt. Um diese Zeit regte sich seine dichterische Begabung, die sich in den beiden Gedichtsammlungen Severn and Somme (1917) und War’s Embers (1919) manifestierte. Nach dem Krieg kehrte Gurney nach London zurück, um sein Musikstudium bei Vaughan Williams wieder aufzunehmen.
Gurney litt seit seiner frühen Erwachsenenzeit wahrscheinlich an einer in Episoden auftretenden bipolaren Störung, die zu einem schweren Zusammenbruch im Frühjahr 1918 führte, während er noch beim Militär war. Die Umstände dieses Zusammenbruchs haben die Diagnose einer „Kriegsneurose“ (Shell Shock) nahegelegt. Seine Erkrankung wurde nachträglich auch als Schizophrenie diagnostiziert; eine zuverlässige Einordnung ist heute nicht mehr möglich, da sich die damaligen Kategorien der Psychiatrie erheblich von den heutigen unterscheiden.  Obwohl er nach der Entlassung aus dem Militärdienst eine künstlerisch höchst produktive Periode hatte, verschlimmerte sich sein Geisteszustand weiter. Im Jahr 1922 hatte sich sein Zustand derart verschlechtert, dass seine Familie ihn für geisteskrank erklärte. Er verbrachte die letzten 15 Jahre seines Lebens in psychiatrischen Einrichtungen, erst für eine kurze Zeit im Barnwood House in Gloucester, dann im City of London Mental Hospital in Dartford. Er fuhr fort, Gedichte zu schreiben sowie in chaotischen Schüben auch Musik, die von seiner Freundin Marion Scott gesammelt und gesichert wurde. Die Herausgabe übernahmen später Edmund Blunden, Gerald Finzi und andere. 1937 starb er im Alter von 47 Jahren vermutlich an Tuberkulose.

## Werk
Gurney schrieb hunderte von Gedichten und über 300 Lieder und galt vor seiner Anstaltseinweisung als einer der vielversprechendsten Dichter und Musiker seiner Generation. Er setzte lediglich ein einziges seiner Gedichte, Severn Meadows, auch in Musik. Seine bekanntesten Kompositionen sind die 5 Elisabethanischen Gesänge (oder The Elizas, wie er sie bezeichnete) sowie die Liedzyklen Ludlow and Teme und The Western Playland auf Gedichte von Alfred Edward Housman. Gurney war „ein Liebhaber und Schöpfer von Schönheit“ („a lover and maker of beauty“), wie auf seinem Grabstein zu lesen ist, und in der Intensität seiner Musik gibt es Anklänge an Franz Schubert und Robert Schumann, aber überraschend wenig volksliedhafte Züge, denen man zu seiner Zeit sonst häufig begegnete. Gurney komponierte auch rein instrumentale Musik, hauptsächlich für Klavier.
Obwohl Gurney vor allem als Komponist in Erinnerung geblieben ist, nahm sein Ansehen als Dichter stetig zu, vor allem nach einer Veröffentlichung seiner Gedichte im Jahr 1954 durch Blunden, die seinen Namen auch in der Öffentlichkeit wieder bekannt machte. P. J. Kavanaghs Collected Poems, 1982 erstmals veröffentlicht, stellen die beste Edition Gurneyscher Gedichte dar. Gurney gilt als einer der großen englischen Dichter des Ersten Weltkriegs, und wie andere unter diesen, etwa Edward Thomas, den er bewunderte, stellte er oft die Schrecken der Front in Kontrast zur Schönheit und Ruhe der ursprünglichen englischen Landschaften.

## Sonstiges
2011 wurde, soweit bekannt, eine Violinsonate in E-Dur, die Gurney 1918 komponiert hat, das erste Mal seit ihrer Entstehung aufgeführt. Eine Aufführung der Sonate, die eine von nur fünf insgesamt ist, die Gurney vollendete, wurde 2013 auch auf CD veröffentlicht.
2014 wurde in der Kathedrale von Gloucester ein neues Kirchenfenster der Öffentlichkeit vorgestellt, das Ivor Gurney gewidmet ist und als generelle Ehrung für alle Soldaten des Ersten Weltkrieges gilt.